# Vadsøya
Vadsøya est une île du comté de Finnmark, sur la côte de la mer de Barents. L'île fait partie la municipalité de Vadsø.

## Description

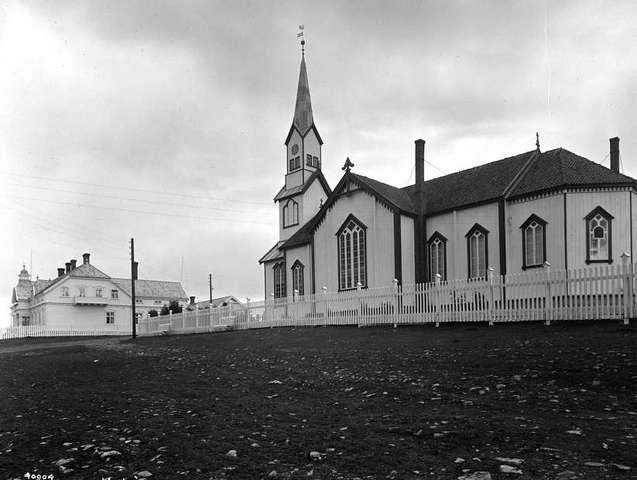
Eglise de Vadsoy en 1933

L'île de 0,8 km2 se trouve dans le Varangerfjord, juste au sud de la côte de la péninsule de Varanger continentale. Elle est reliée au continent par un pont qui bifurque sur la route européenne 75 au centre de la ville de Vadsø. Les bateaux express côtiers de la société Hurtigruten accostent à Vadsøya.
L'île était l'emplacement d'origine de ce qui est aujourd'hui la ville de Vadsø. Au XVIIe siècle, les habitants se sont déplacés vers le continent où la ville s'est agrandie. L'île était également le site de l'ancienne église de Vadsø jusqu'à ce qu'elle soit déplacée au début du XVIIIe siècle vers la nouvelle ville de Vadsø sur le continent.

## Parc culturel de Vadsøya

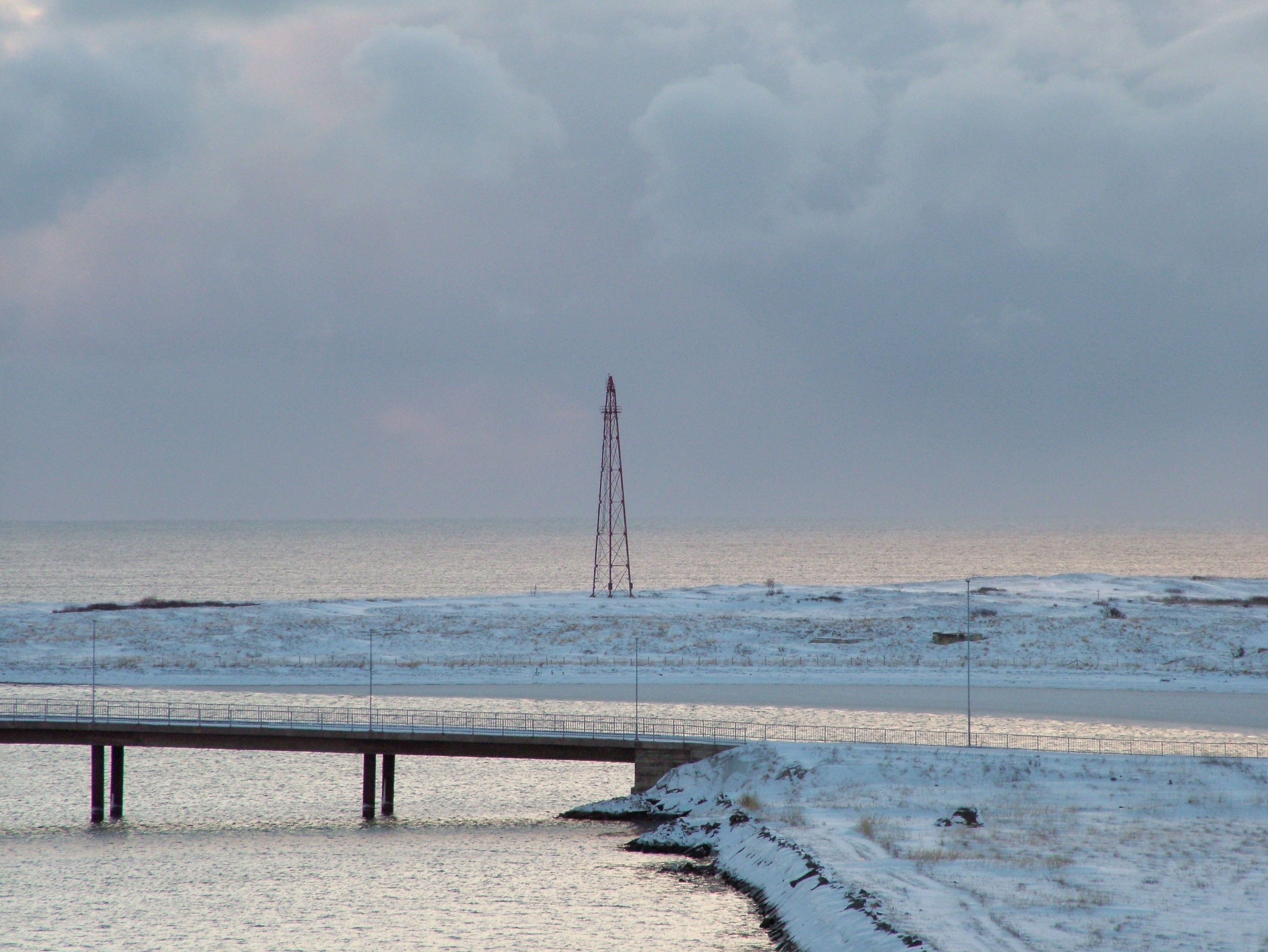
Mât du dirigeable

Sur la rive nord-est se trouve encore les vestiges de l'ancienne ville de Vadsø et des traces de son cimetière. Un mât de dirigeable, construit par l'italien Umberto Nobile, est toujours en place. Il a servi de lieu d'atterrissage dans le cadre du voyage de Roald Amundsen au-dessus du pôle Nord avec le dirigeable "Norge" en 1926. Le dirigeable "Italia", avec Nobile comme capitaine, s'est également arrêté ici en 1928. De nombreux monuments aux morts de le Seconde guerre mondiale y sont aussi présents, ainsi que des vestiges militaires de l'occupation allemande,.